# Estadio Germain Comarmond
El Estadio Germain Comarmond (en francés: Stade Germain-Comarmond) es un estadio de usos múltiples en Bambous, en el distrito de Rivière Noire, Mauricio. Actualmente se utiliza sobre todo para los partidos de fútbol y atletismo. El estadio fue construido en 2001. El lugar fue sede de los Campeonatos Africanos de Atletismo de 2006. Actualmente, es el estadio sede del equipo nacional sub-17 de Mauricio de fútbol, del equipo nacional de Mauricio sub-20 de fútbol, el Petite Riviére Noire SC y Bambous Etoile de L'Ouest Sports Club.